# Horst Wein
Horst Wein (* 1941 in Hannover; † 14. Februar 2016 in Barcelona) war ein deutscher Hockeynationalspieler, Trainer der deutschen und spanischen Hockeynationalmannschaften, Master Coach der Fédération Internationale de Hockey und weltweit anerkannter Ausbilder von Fußballtrainern.

## Leben
Horst Wein hat mehr als 30 Sportbücher und zahlreiche Artikel in einschlägigen Magazinen veröffentlicht, er war Autor von Videos und DVDs und fachlicher Berater einer Hockeysoftware. Wein bestritt 40 Länderspiele und wurde danach 1969 deutscher Hockeybundestrainer. 1972 war er der Hockeydirektor des Hockeyturniers bei den Olympischen Spielen in München, und 1973 wechselte er als Nationaltrainer nach Spanien. Zu Beginn der 1980er-Jahre wechselte er als Ausbilder in den Fußball und erarbeitete ein Trainingsmodell für Kinder und Jugendliche, das die Denk- und Spielweise des „Streetsoccers“ berücksichtigte. Er entwickelte FUNiño, ein spezielles Fußballsystem für Kinder, das vermehrt (teilweise unter verschiedenen Namen) im Kinderbereich eingesetzt wird. Seine Werke sind veröffentlicht in Deutsch, Spanisch, Englisch, Niederländisch, Italienisch, Japanisch und Russisch. Der amerikanische Sportverlag Human Kinetics bezeichnete Wein als „perhaps the world’s foremost mentor of football coaches“.
Horst Wein lebte in unmittelbarer Nähe von Barcelona, war Witwer und Vater von zwei Söhnen (einer von ihnen, Christian, wurde 1999 und 2003 mit Deutschland Europameister und 2002 Hockeyweltmeister).

## Werke (Auswahl)

### In deutscher Sprache
- Hockey lernen und lehren. Gedanken und Erfahrungen zur Methodik und Didaktik des modernen Hockeytrainings (Schriftenreihe zur Praxis der Leibeserziehung und des Sports; Band 25). 3. Auflage. Hofmann Verlag, Schorndorf 1968.
- Die Taktik im Hallenhockey und ihre Lehrweise. Schmidt& Dreisilker Verlag, Düsseldorf 1969.
- Beiträge zur Verbesserung des Spielniveaus im Hockey. Schmidt & Dreisilker Verlag, Düsseldorf 1971.
- Hockey – Technische und taktische Grundlagen. Falken Verlag, Niedernhausen/T. 1977.
- Hallenhockey. Spielend zum Erfolg. BeWE-Werner Blöcker, Hamburg 1978.
- Hockey sehen und lernen (FIH Coaching Book). Atelier Schierke, Basel 1978.
- Die Entwicklung der Spielintelligenz im Hockey mit Mini Hockey Spielen. Deutscher Hockey-Bund, Mönchengladbach 2009.
- Spielintelligenz im Fußball – kindgemäß trainieren. Meyer & Meyer Verlag, Aachen 2009, ISBN 978-3898997119
- Das Multimediabuch vom Kontern. Institut für Jugendfussball, 2011 (online über ifj96.de).

### In englischer Sprache
- The Science of Hockey. 1. Auflage Pelham Books, London 1973.
- The Advanced Science of Hockey. Pelham Books, London 1979.
- Developing Game Intelligence in Soccer. Reedswain Publ., Spring City, 2004.
- Developing Youth Football Players. Human Kinetics, Ill. 2006.

### In italienischer Sprache
- Modello per lo Sviluppo dell' Hockey in Italia. CLEUP, Padova 1987/1989 (3 Bde.).
- L’insegnamento programato nel Calcio. Edizioni Mediterranee, Roma 1988.
- Imparare il Calcio. Edizioni Mediterranee, Roma 1994.
- Hockey a la misura dei ragazzi. Stampa Sportiva, Roma 1999.
- Il Calcio a misura dei ragazzi. Edizioni Mediterranee, Roma 2011.

### In spanischer Sprache
- Las tácticas en hockey sala. Real Federación Española de Hockey, Madrid 1975.
- Iniciación al Hockey. Instituto Nacional de Educación Física, Barcelona 1980.
- La ciencia de Hockey. Editorial Universitaria, Santiago de Chile 1986.
- La clave del éxito en el Hockey. Un óptimo modelo para desarrollar la capacidad de juego. Ediciones pre-escolar, Montevideo 1995.
- Fútbol a la medida del adolescente. CEDIFA, Federación Andaluza de Fútbol, Barcelona 2000.
- Manual de Iniciación y Orientaciones Metodológicas para Escuelas de Fútbol. Federación Andaluza de Fútbol y CEDIFA, Barcelona 2002.
- Fútbol a la medida del niño. 2. Auflage. Real Federación Española de Fútbol, Madrid 2006 (2 Bde.).